# Sapporo
Sapporo (札幌市; -shi) je glavni i najveći grad otoka Hokkaido u Japanu s otprilike 1,8 milijuna stanovnika. U Sapporou su se 1972. godine odvijale Zimske olimpijske igre.

## Povijest
Grad Sapporo je osnovan 1868. godine, a prije toga su postojala naselja japanskih starosjedilaca, naroda Ainu. 1868. je japanska vlada ocijenila da administrativni centar otoka Hokkaido, Hakodate, nije na dobroj lokaciji za obranu i zbog toga je željela uspostaviti novi centar. Novosagrađeni Sapporo je izabran kao administrativni centar otoka. Japanci su zamolili Amerikance za pomoć u izgradnji novog grada. Zbog toga u arhitekturi grada postoje mnogi elementi koji podsjećaju na američke gradove. Grad je sagrađen prema pravilnoj strukturi ulica koje se križaju pod pravim kutom.
1907. je osnovano Sveučilište. 1937. je Sapporo izabran za domaćina Zimskih olimpijskih igara 1940., ali se od toga odustalo zbog japansko-kineskog rata. 1971. je sagrađena podzemna željeznica, a 1972. je grad bio domaćin Zimskih olimpijskih igara. To su prve Zimske olimpijske igre održane u Aziji. 2002. su se u gradu igrale utakmice Svjetskog nogometnog prvenstva. 2008. je u obližnjem Toyaku održan godišnji summit predsjednika grupe 8 najrazvijenijih zemalja svijeta, G8. Zbog toga su se u gradu dogodili prosvjedi.

## Zemljopis
Sapporo je smješten na jugu najsjevernijeg japanskog otoka Hokkaida. Nalazi se na početku poluotoka Oshima. Smješten je na južnom dijelu ravnice Ishikari. Južno od grada su planine Teine, Maruyama i Moiwa. Kroz grad teče rijeka Toyohira koja se ulijeva u rijeku Ishikari čije ušće se nalazi sjeverno od grada. Postoji i više manjih rijeka. U sjevernom dijelu grada postoje rukavci rijeke Ishikari.
Klima je vlažna kontinentska. Velike su godišnje amplitude temperature (razlike najhladnijeg i najtoplijeg mjeseca). Sapporo ima cijele godine mnogo padalina, nešto manje između ožujka i lipnja. Zimi pada mnogo snijega.

## Znamenitosti
Sapporo ima mnogo parkova i rekreacijskih centara. Najpoznatiji je park Odori. Najvažnije znamenitosti su: bivša zgrada vlade Hokkaida, televizijski toranj s promatračnicom u parku Odori, toranj sa satom i šintoistički hram Hokkaidō Jingū.
Najvažniji kulturni događaj po kojem je Sapporo poznat u svijetu je Sapporski festival snijega koji se održava svake veljače u parku Odori. Festival je najpoznatiji po izradi mnogih skulptura od snijega velikih dimenzija. To je atrakcija koju posjećuju turisti iz cijelog svijeta.
U planinama južno od grada je razvijen zimski turizam. Poticaj razvoju su dale Zimske olimpijske igre. Još uvijek postoji mnogo sportskih objekata sagrađenih za Olimpijadu.

## Gospodarstvo
Najrazvijenije su djelatnosti tercijarnog (uslužnog) sektora. Najvažnija je informatička tehnologija i turizam (posebno zimski). Postoji prehrambena i metaloprerađivačka industrija.